# Tipp-Kick

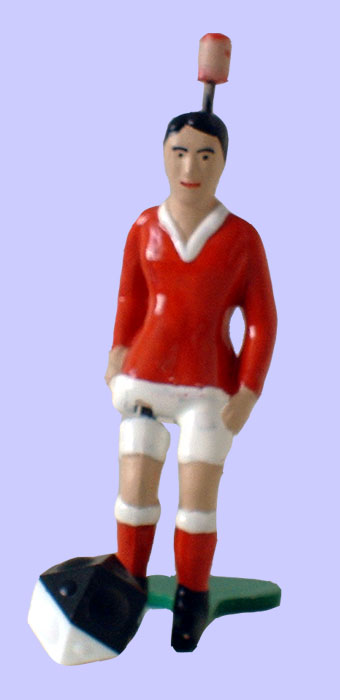
Tipp-Kick Figur mit Ball

Tipp-Kick ist ein Miniatur-Fußball-Simulations-Tischspiel für zwei Personen: Das Spielfeld besteht aus einer Spielfläche, zwei Toren, zwei Torhütern und zwei beliebig positionierbaren Feldspielern (Ausnahme: sie dürfen nicht in den Strafraum gestellt werden) sowie einem hälftig zweifarbigen, im Regelfall schwarz-weißen, seltener gelb-roten zwölfeckigen und damit 14-flächigen „Ball“.
Die Grundversion des Spiels wird mit einer aufrollbaren Spielfläche aus Filz geliefert, in den Vereinen und im gesamten Spielbetrieb wird auf einer mit Filz bespannten Platte im Maßstab von 1:100 zu einem echten Fußballfeld gespielt. Im Gegensatz zum Kicker-Tischfußball mit Spielfiguren an festen Stangen werden die Spielfiguren beim Tipp-Kick auf dem Spielfeld bewegt: Durch das Antippen des Knopfes auf der Spielfigur bewegt sich der Fuß und kickt den eckigen „Ball“.

## Geschichte

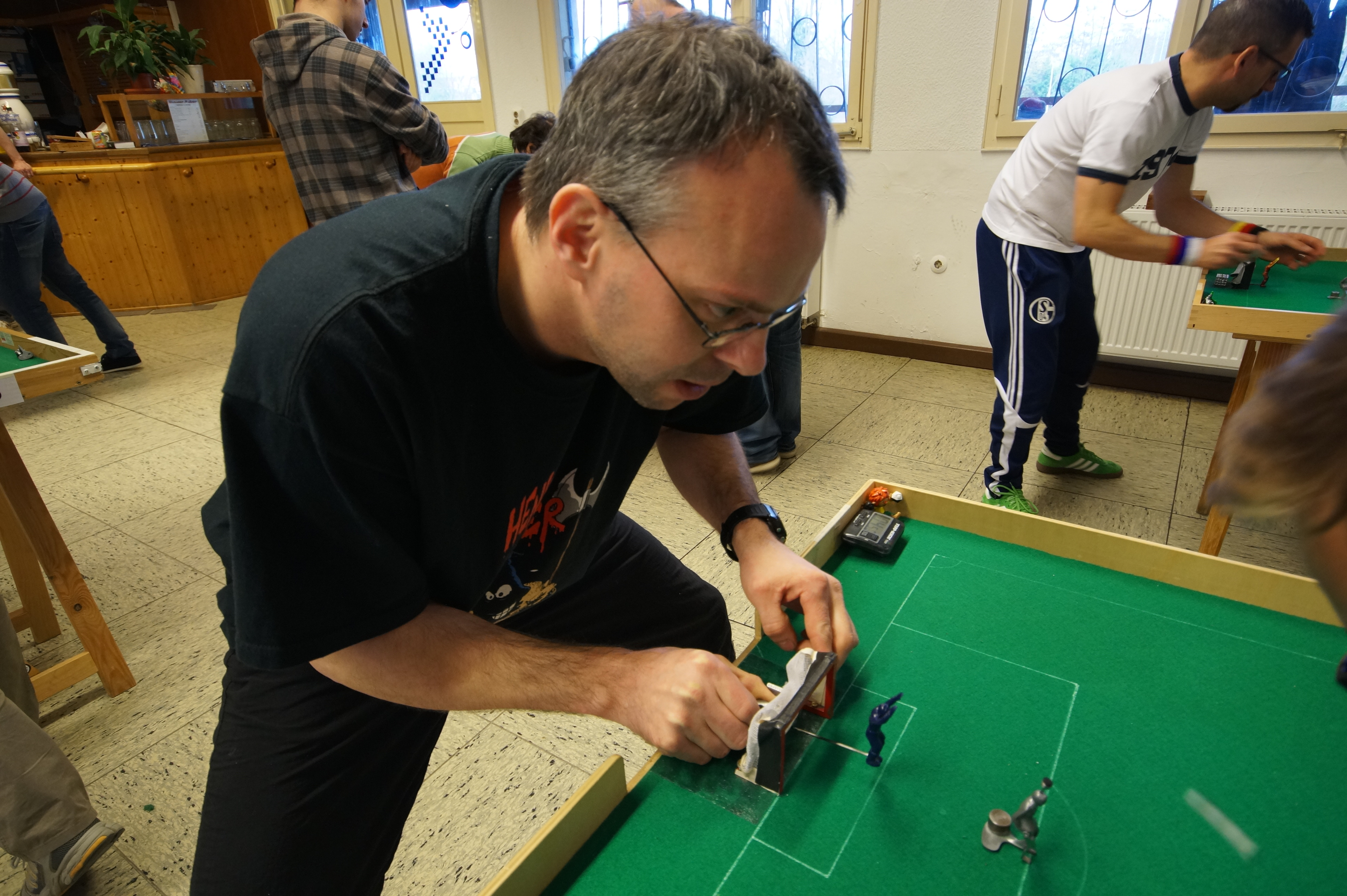
Spielszene aus einer Tipp-Kick-Spielbegegnung

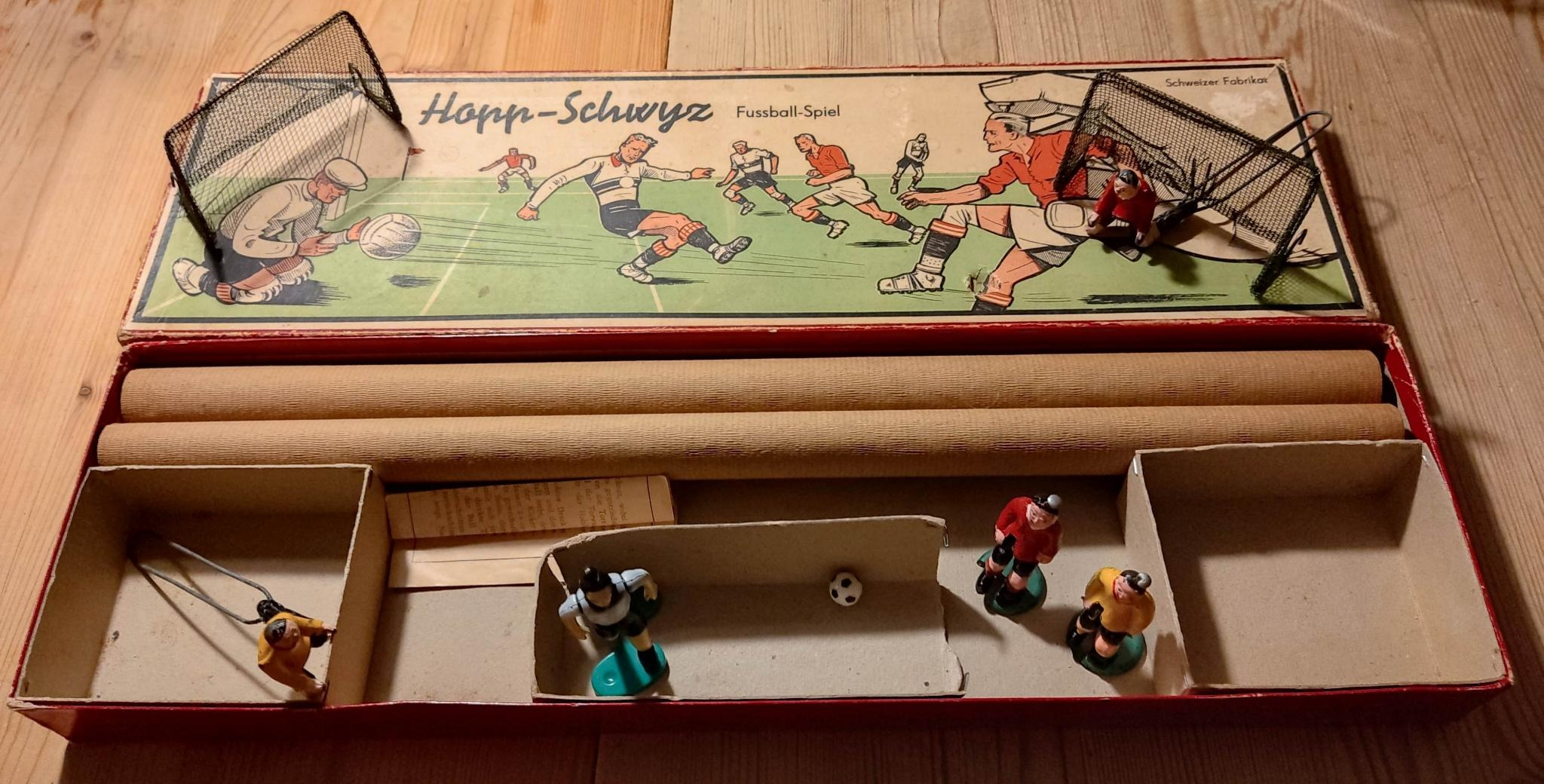
Hopp Schwyz: Schweizer Ausgabe eines Tipp-Kick-Spiels von ca. 1930

Erfunden wurde das Tipp-Kick-Spiel vom Stuttgarter Möbelfabrikanten Carl Mayer, der das Spiel 1921 zum Patent anmeldete (Reichspatent 387569 vom 15. September 1921 für ein „Fußballbrettspiel“). Der Schwenninger Exportkaufmann Edwin Mieg erwarb die Lizenz 1924, machte sich noch im selben Jahre selbstständig und entwickelte das Spiel zu einem marktgerechten Artikel, das sich bis in die Jahre 1934 bis 1938 zu einem echten Verkaufsschlager entwickelte. Nach seinem Tod 1949 übernahmen die Söhne die Firma; heute sind die Enkel Jochen und Mathias Mieg die Firmenchefs des Familienunternehmens. Nach dem deutschen Gewinn des WM-Titels 1954 erlebte das Spiel einen Boom, wobei der Torwart in Anspielung an den Weltmeister und „Fußballgott“ Toni Turek den Namen „Toni“ erhielt.
Aus den ursprünglichen Blechfiguren sind heute präzisere Kicker aus Zink geworden, das Grundprinzip ist aber gleich geblieben: Der Feldspieler kickt den Ball mittels des rechten, beweglichen Beins, indem der Spieler das Bein mechanisch durch einen Drücker auf dem Kopf der Spielfigur betätigt. Die Bälle, ursprünglich mit Spezialsägen aus Kork hergestellt, werden heute aus Plastik gespritzt. Sie sind zwölfeckig, haben 14 Flächen (sechs Quadrate und acht gleichseitige Dreiecke) und zur einen Hälfte schwarz und zur anderen Hälfte weiß.
Vereins-Tipp-Kick wird auf eigens dafür geschaffenen Turniertischen gespielt.
Seit 1959 werden alle zwei Jahre Deutsche Einzelmeisterschaften ausgespielt, ab 1974 in jährlicher Austragung. Die Teilnahme an den Meisterschaften ist offen. Erfolgreichster Tipp-Kick-Spieler ist Normann Koch von Concordia Lübeck, dem es gelang, sieben Mal Deutscher Einzelmeister zu werden. Titelträger 2021 ist Harald Füßinger (TKC 1971 Hirschlanden)
Tipp-Kick wird heutzutage, wie das große Vorbild Fußball, in Ligen gespielt. Die höchste Liga ist in Deutschland die Bundesliga. Darunter befinden sich 2. Bundesliga, Regional- und Verbandsligen. Hinzu kommt noch der Pokal, bei dem im K.-o.-System Mannschaften aus allen Teilen Deutschlands aufeinander treffen. Die Mannschaftsstärke beträgt vier Spieler.
Concordia Lübeck mit Sebastian Winckelmann, Dirk Kallies, Normann Koch und Oliver Schell ist Rekordmeister mit 12 Titeln. Amtierender Deutscher Mannschaftsmeister und DTKV-Pokalsieger ist der 1. TKC Kaiserslautern mit den Spielern Philipp Baadte, Sebastian Baadte, Jochen Hahnel, Mathias Hahnel und Christoph Ihme.
Zur Fußball-Weltmeisterschaft der Frauen 2011 wurden erstmals Figuren hergestellt, die weibliche Spieler darstellen.
Zum hundertjährigen Jubiläum der Erfindung des Spiels finden am 8. und 9. Juni 2024 im baden-württembergischen Villingen-Schwenningen „Offene Deutsche Tipp-Kick-Meisterschaften“ statt.

## Spielregeln
Das Spielfeld hat eine Größe von 106 cm × 70 cm; es wird nur ein Ball pro Spiel eingesetzt. Jeder Spieler darf wahlweise bis zu vier Feldspiel-Figuren einsetzen, aber es ist immer nur eine Figur pro Mannschaft zur selben Zeit erlaubt, die auch zur Abwehr eingesetzt werden darf. Zur Halbzeit erfolgen Farb- und Seitenwechsel. Diejenige Feldspiel-Figur darf den Ball spielen, deren gewählte Farbe auf dem zweifarbigen 12-eckigen Ball oben zu liegen kommt. Der Torwart darf den Ball unabhängig von der Farbe innerhalb seines Strafraums spielen. Es gewinnt der Spieler, der in der Spieldauer von 2 × 5 Minuten die meisten Tore erzielt. Eine Verlängerung besteht aus 2 × 2 Minuten. Das Erzielen eines Tores ist von jeder Stelle des Spielfelds aus erlaubt, außer beim An- und Abstoß sowie bei Einstößen. Der jeweilige Feldspieler kann während eines Schusses des Gegners als Abwehrspieler aufgestellt werden, darf sich jedoch maximal bis auf die eigene Strafraumbegrenzung zurückziehen und muss mindestens zwei Spielerlängen Abstand vom Ball haben.

## Taktiken

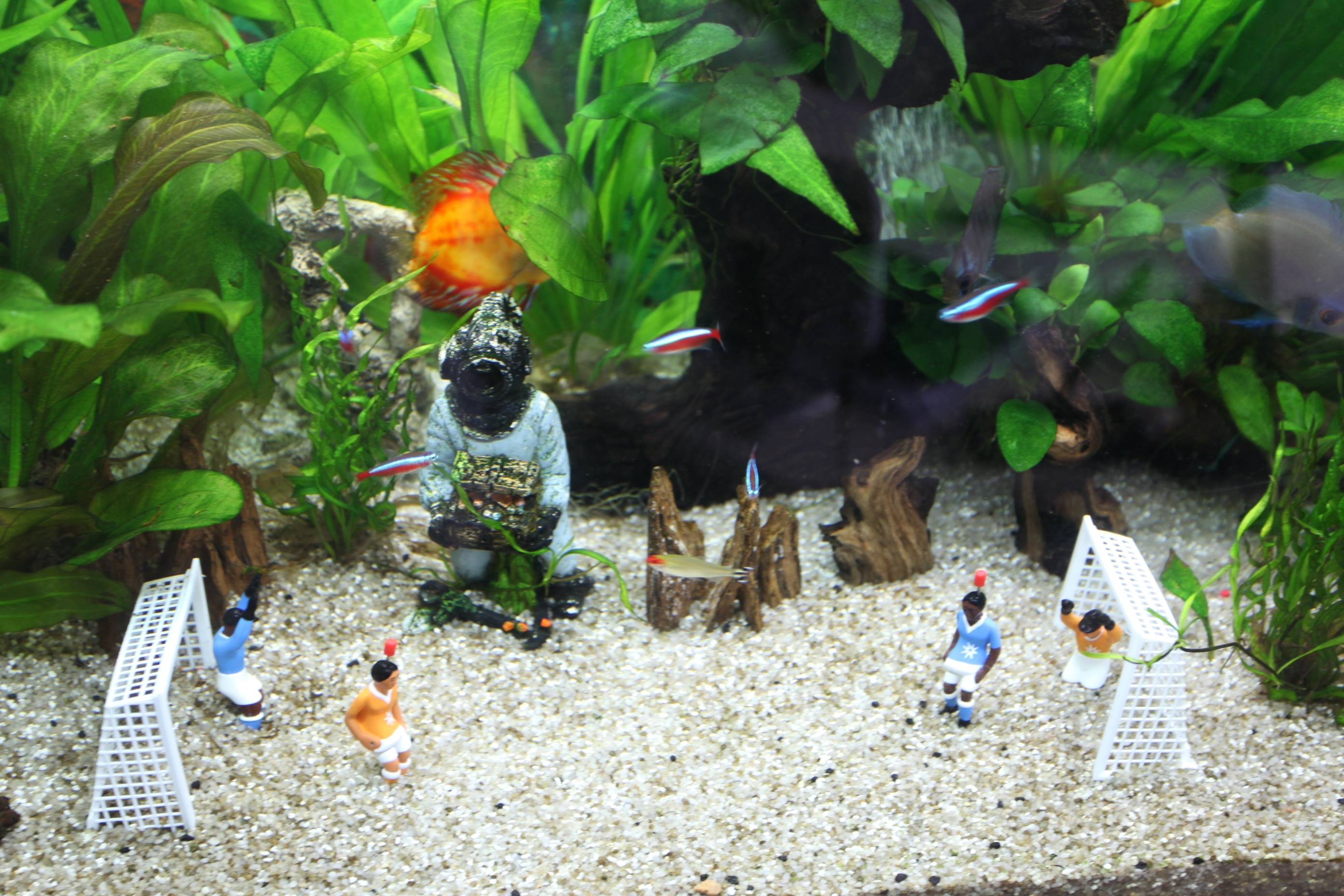
Diorama-Anordnung: „Tipp-Kick im Aquarium“

### Schusstechnik
Der Technik beim Schießen des Balles liegt in der Stärke des Antippens der Spielfigur in Verbindung mit dem Abstand und der Winkelstellung des Fußes zum Ball. Ebenfalls maßgebend ist die Beschaffenheit des Fußes. Dieser Schussfuß kann mit einer Feile entsprechend den Vorlieben des menschlichen Spielers bearbeitet werden. So ist es zum Beispiel möglich, durch eine bestimmte Feiltechnik den Fuß so zu gestalten, dass er in der Lage ist, den Ball bei geschickter Handhabung der Spielfigur in Drehung zu versetzen, so dass dem Torwart die Abwehr des Balles erheblich erschwert wird. Dabei wird meist das ganze Schussbein durch eine Spezialanfertigung aus Edelstahl ersetzt, um die größten Vorteile im Spiel zu haben.

### Farbspiel
Das Farbspiel ist ein zentrales taktisches Element des modernen Tipp-Kick-Spiels: Hier wird der zwölfeckige zweifarbige Tipp-Kick-Ball so gespielt, dass er auf einer bestimmten, vom Schützen intendierten Farbe liegen bleibt. Dies geschieht in der Regel durch Rotation des Balles auf der Komplementärfarbe, der Farbe des Gegners also.
Durch das Farbspiel, das erst in den 1980er Jahren Einzug in die deutsche Tipp-Kick-Szene gefunden hat (als Erfinder gilt der Deutsche Rekordmeister Normann Koch von Blau Weiss Concordia Lübeck), hat sich das Tipp-Kick-Spiel revolutionär verändert: Damit ist es möglich geworden, den Zufallsfaktor eines Tipp-Kick-Spiels auf ein Minimum zu reduzieren, da nur noch in wenigen Spielsituationen das Glück darüber entscheidet, auf welcher Farbe der Ball liegen bleibt und welcher Spieler somit am Zug ist.
Heute gibt es im Liga- und Turnierspielbetrieb des Deutschen Tipp-Kick-Verbandes nur noch sehr wenige Spieler, die kein Farbspiel praktizieren.

## Deutscher Tipp-Kick-Verband (DTKV)
Im Deutschen Tipp-Kick-Verband (DTKV) sind Tipp-Kicker aus Deutschland organisiert. Es gibt rund 50 Vereine mit 649 (Stand Spielzeit 2010/2011) aktiven Spielern mit einer großen Bandbreite bezüglich des Alters (10 bis 70 Jahre).
Präsident des DTKV ist Peter Funke von den Flinken Fingern aus Fürstenfeldbruck.
Der älteste Tipp-Kick-Verein Deutschlands ist die TFG 38 Hildesheim, die seit 1938 immer noch aktiv dabei ist.

## Rezeption
Auch Prominente wie Campino von den Toten Hosen und die Hoeneß-Brüder Uli und Dieter sind (waren) begeisterte Tipp-Kick-Spieler. Im Film Aus der Tiefe des Raumes verwandelt sich eine Tipp-Kick-Figur in einen echten Menschen, der Günter Netzer immer ähnlicher wird.